# Onaway (Idaho)
Onaway es una ciudad ubicada en el condado de Latah en el estado estadounidense de Idaho. En el Censo de 2010 tenía una población de 187 habitantes y una densidad poblacional de 475,01 personas por km².

## Geografía
Onaway se encuentra ubicada en las coordenadas 46°55′42″N 116°53′22″O / 46.92833, -116.88944. Según la Oficina del Censo de los Estados Unidos, Onaway tiene una superficie total de 0.39 km², de la cual 0.39 km² corresponden a tierra firme y (0%) 0 km² es agua.

## Demografía
Según el censo de 2010, había 187 personas residiendo en Onaway. La densidad de población era de 475,01 hab./km². De los 187 habitantes, Onaway estaba compuesto por el 100% blancos, el 0% eran afroamericanos, el 0% eran amerindios, el 0% eran asiáticos, el 0% eran isleños del Pacífico, el 0% eran de otras razas y el 0% pertenecían a dos o más razas. Del total de la población el 1.07% eran hispanos o latinos de cualquier raza.